# Aldo Vergano

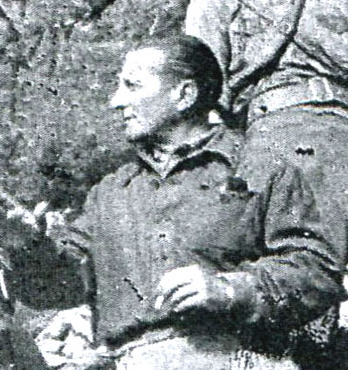
Aldo Vergano (1942)

Aldo Vergano (* 27. August 1891 in Rom; † 21. September 1957 ebenda) war ein italienischer Filmregisseur und Drehbuchautor.

## Leben und Werk
Aldo Vergano begann seine Filmtätigkeit bereits Ende der 1920er Jahre als Drehbuchautor.
Für die Regie beim Kriegsfilm Il sole sorge ancora (1946) erhielt er im Jahr 1947 den Preis der italienischen Filmjournalisten.

## Filme
Regie
- 1931: Fori imperiali
- 1938: Pietro Micca
- 1940: Sehnsucht (Los hijos de la noche)
- 1946: Die Sonne geht wieder auf (Il sole sorge ancora)
- 1949: Giuliano – Der Rebell von Sizilien (I fuorilegge)
- 1949: Die Teufelsschlucht (Czarci żleb)
- 1952: Amore rosso
- 1954: Schicksal am Lenkrad

Drehbuch
- 1935: Don Bosco